# Lysandra sibyllina
Lysandra sibyllina är en fjärilsart som beskrevs av Ruggero Verity 1916. Lysandra sibyllina ingår i släktet Lysandra och familjen juvelvingar. Inga underarter finns listade i Catalogue of Life.